# Volume englobant
 (septembre 2020).
Si vous disposez d'ouvrages ou d'articles de référence ou si vous connaissez des sites web de qualité traitant du thème abordé ici, merci de compléter l'article en donnant les références utiles à sa vérifiabilité et en les liant à la section « Notes et références ».
Dans les domaines de la synthèse d'image et de la géométrie algorithmique, un volume englobant pour un ensemble d'objets est un volume fermé qui contient entièrement l'union de l'ensemble des objets. Les volumes englobants sont utilisés pour améliorer l'efficacité des opérations géométriques en utilisant des volumes simples, qui contiennent des objets beaucoup plus complexes. Normalement, plus un volume est simple plus le test de chevauchement est simple.

## Utilisation
Les volumes englobants sont le plus souvent utilisés pour accélérer certains types de tests.
Dans le domaine du lancer de rayons, les volumes englobants sont utilisés dans les tests d'intersection de rayons, et dans de nombreux algorithmes de rendu, ils sont utilisés pour les tests de tronc de vision (tronc de pyramide correspondant au champ de vision). Si le rayon ou le tronc de vision ne traverse pas le volume englobant, il ne peut pas traverser l'objet qu'il contient, ce qui permet un rejet trivial. De même, si le tronc contient la totalité du volume englobant, le contenu peut être accepté de manière triviale sans autre test. Ces tests d'intersection produisent une liste d'objets qui doivent être affichés (rendus ou rasterisés).
Dans le domaine de la détection des collisions, lorsque deux volumes englobants ne se recoupent pas, les objets contenus dans ces volumes ne subissent aucune collision.
Les tests d’intersection par rapport à un volume englobant sont généralement beaucoup plus rapides que les tests par rapport à l'objet lui-même, en raison de la géométrie plus simple du volume englobant. En effet, un objet est généralement composé de polygones ou de structures de données qui sont réduits à des approximations polygonales. Dans les deux cas, il est inutile de tester chaque polygone par rapport au volume de du champ de visions si l'objet n'est pas visible.
Pour obtenir des volumes englobants d'objets complexes, une méthode courante consiste à décomposer les objets/scènes en utilisant un graphique de scène ou plus spécifiquement une hiérarchie des volumes englobants, comme par exemple les arbres OBB. Le principe de base est d'organiser une scène dans une structure arborescente où la racine comprend toute la scène et chaque feuille contient un sous-ensemble plus petit.